# Пирумова, Наталия Михайловна
Ната́лия Миха́йловна Пиру́мова (20 августа 1923, Рязанская губерния, СССР — 8 апреля 1997, Москва, Россия) — советский и российский историк, исследователь истории общественного движения в России XIX века, автор книг о земстве, земской интеллигенции, идеологах общественного движения А. Герцене, М. Бакунине, П. Кропоткине. Доктор исторических наук, член Союза журналистов.

## Биография
Родилась в деревне Смыгаловка Старожиловского уезда Рязанской губернии, где находилось имение её бабушки (по матери). Мать переехала с детьми из Москвы в голодные годы (по семейному же преданию, родилась в Москве в знаменитом родильном доме Грауэрмана).
Будучи армянкой по отцу, по матери она приходилась внучкой статистику и публицисту Якову Лудмеру. Родители её были репрессированы.
В 1932 году семья вернулась в Москву. В 1934 году из заключения на Соловках вернулся отец, который вскоре вновь был арестован, а после очередного ареста в 1937 году — расстрелян (1938). В том же 1938 году была арестована и сослана в лагерь мать. В 1939 году юную Наташу взяли на воспитание родственники из Ташкента. Там же она окончила школу, а в 1945 году — Ташкентский вечерний педагогический институт имени В. Г. Белинского (экстерном). Видела глубоко впечатлившую её Анну Ахматову. Преподавала историю в средней школе. В 1946 году вернулась в Москву. Работала учительницей в Кунцеве, одновременно занималась журналистикой в местной московской прессе, потом стала научно-техническим сотрудником в Академии общественных наук, а с 1953 года — редактором Госполитиздата.
В 1954 году защитила диссертацию на соискание учёной степени кандидата исторических наук по теме «Взгляды А. И. Герцена на русский исторический процесс».
Несколько лет работала ведущим редактором в редакции истории СССР «Большой советской энциклопедии». Там её близкой подругой стала историк Элеонора Александровна Павлюченко, жена Натана Эйдельмана.
Со второй половины 1950-х годов Пирумова разрабатывала вопросы истории общественного и освободительного движения в России, эта тематика стала главной для неё на последующие сорок лет.
В 1960-е —1970-е годы вместе с Ю. Н. Коротковым стояла у истоков, а потом была редактором альманаха «Прометей» (издательство «Молодая гвардия»).
В 1962—1968 годах работала в едином Институте истории АН СССР, а после его разделения — в Институте истории СССР / Институте российской истории РАН.
С 1970-х годов разрабатывала историю земства в России. В качестве докторской диссертации в 1979 году в Институте истории СССР ею была защищена монография «Земское либеральное движение. Социальные корни и эволюция» (1977).
С начала 1990-х годов участвовала в издании документальных материалов выживших жертв Гулага. В 1992 году несколько месяцев провела в США.
Всего за 1961—1990 годы у неё вышло восемь книг. Автор биографии М. А. Бакунина в серии «ЖЗЛ». Под её руководством было защищено более двадцати кандидатских диссертаций.
Похоронена на Митинском кладбище.

## Личная жизнь
В 1956 году вышла замуж за художника и искусствоведа В. В. Познанского, директора музея-усадьбы «Архангельское» (1954—1966). Дочери Ольга и Елена. В 1964—1997 годах жила на 13-й Парковой ул., 27, корп. 1. С юности была знакома с историком С. О. Шмидтом, который во время нахождения в эвакуации в Ташкенте (с ноября 1941 по июль 1943 года) был студентом историко-филологического факультета Среднеазиатского университета. Длительное время дружила семьями с историком Вадимом Степановичем Антоновым. Приятельствовала с американским историком Гэри Хэмбургом.
Известно её высказывание «Жизнь слишком коротка, чтобы посвящать её изучению злодеев».

## Научные труды

### Монографии
- Пирумова Н. М. Исторические взгляды А. И. Герцена. М.: Госполитиздат. 1956. 152 с.
- Пирумова Н. М. А. И. Герцен: (К 150-летию со дня рождения). М.: Знание, 1961. 47 с. (Всесоюз. Об-во по распростр. полит и науч. знаний. [Сер.1. История, 24]).
- Пирумова Н. М. Александр Герцен: Жизнь и деятельность. М.: Учпедгиз, 1962. 104 с., ил. (Историческая библиотека школьника).
- Пирумова Н. М. Михаил Бакунин: Жизнь и деятельность. М.: Наука, 1966. 159 с. (АН СССР. Науч.-попул.сер.).
- Пирумова Н. М. Бакунин. М.: Молодая гвардия, 1970. 399 с. (ЖЗЛ. Сер. биогр. Вып.1/477).
- Пирумова Н. М. Пётр Алексеевич Кропоткин. М.: Наука, 1972. 223 с. (АН СССР. Сер. «Науч. биогр. и мемуары учёных»).
- Пирумова Н. М. Земское либеральное движение: Социальные корни и эволюция до начала XX века. / АН СССР, Ин-т истории СССР. М.: Наука, 1977. 288 с.
- Антонов В. С., Огнянов М. Б., Пирумова Н. И. Книга для чтения по истории СССР: XIX век: Пособие для учащихся / Под. ред. П. А. Зайончковского. М.: Просвещение, 1978. 213 с.
- Антонов В. С., Огнянов М. Б., Пирумова Н. И. Книга для чтения по истории СССР: XIX век: Пособие для учащихся / Под. ред. П. А. Зайончковского. Изд. 2-е, доработ. М.: Просвещение, 1984. 224 с.
- Пирумова Н. М. Земская интеллигенция и ее роль в общественной борьбе до начала XX в. / Отв. ред. В. Я. Лаверычев; АН СССР. Ин-т истории СССР. М.: Наука, 1986. 370 с.
- Пирумова Н. М. Александр Герцен – революционер, мыслитель, человек. М.: Мысль, 1989 254 с.
- Антонов В. С., Огнянов М. Б., Пирумова Н. И. Книга для чтения по истории СССР: XIX век: Пособие для учащихся ср. школ / Изд. 3-е, перераб. и доп. М.: Просвещение, 1989. 239 с.
- Пирумова Н. М. Социальная доктрина М. А. Бакунина / Отв. ред. И. Д. Ковальченко; АН СССР. Ин-т истории СССР. М.: Наука, 1990. 319 с.

### Статьи
на русском языке
- Пирумова Н. М. Революционно-демократические взгляды А.И. Герцена // Преподавание истории в школе. 1954. № 3. С.30-39.
- Пирумова Н. М. В. И. Ленин о народничестве 70-х годов XIX века // Преподавание истории в школе. 1956. № 5. С.33-41.
- Пирумова Н. М., Кузнецов М. И. Маркс о России и русской культуре // Вестник истории мировой культуры. 1958. № 3. С. 62-77. (Совм. с ым.)
- Пирумова Н. М. Новое о революционном народничестве: обзор научно-популярной исторической литературы // Преподавание истории в школе. 1960. № 2. С. 115-119.
- Пирумова Н. М. Рец.: «Колокол» – газета А. И. Герцена и Н. П. Огарёва. [В 11-ти вып.] Вып.1. М.: Изд-во Акад. наук СССР. – Часть текста на франц.яз. // Вопросы истории. 1961. № 7. С. 155-157.
- Пирумова Н. М., Лейкиная-Свирская В. Р., Мандрыкина Л. А. Первый этап освободительного движения в России в исторической литературе, изданной в 1956-1959 гг.: [Обзор] // История СССР. 1961. № 1. С.167-176.
- Пирумова Н. М. Рец.: Порох И. В. Герцен и Чернышевский. Саратов, Кн. изд-во, 1963. // Вопросы истории. 1964. № 6. С. 146-148.
- Пирумова Н. М. Рец.: Проблемы изучения Герцена. [Сб. Ред. коллегия: Ю. Г. Оксман (отв. ред.) и др.] М., Изд-во Акад. наук СССР, 1963. // История СССР. 1965. № 1. С.167-171.
- Пирумова Н. М. Воспоминания В. В. Сухомлина (Предисл. к публ.: Сухомлин В. В. Записки  о Карийской каторге) // Вопросы истории. 1966. № 4. С. 96-97.
- Пирумова Н. М. Рец.: Гуманизм Кропоткина. Кропоткин П. А. Записки революционера. М., 1966. // Прометей. Т. 3. М., 1967. С. 372-373.
- Пирумова Н. М. М. Бакунин или С. Нечаев // Прометей. Т. 5. М. 1968. С. 168-182
- Пирумова Н. М. Новое о Бакунине на страницах французского журнала [«Cahiersdumonderusseetsovietique»] // История СССР. 1968. № 4. С. 186-198. [В связи с публикацией историком М. Конфино писем М. А. Бакунина].
- Пирумова Н. М. Два [автобиографических] портрета. [М.А.Бакунина] // Прометей. Т. 7. М. 1969. С. 242-245
- Пирумова Н. М. О статье Ф. Энгельса «Бакунисты за работой»: Из истории борьбы Ф. Энгельса с анархизмом // Энгельс и проблемы истории. М. 1970. С. 244-258.
- Пирумова Н. М., Шацилло К. Ф. «Демократия опоясана бурей»: Александр Блок и Чрезвычайная следственная комиссия // Наука и жизнь. 1970. № 10. С. 48-51.
- Пирумова Н. М. [К столетию со дня рождения Ю. М. Стеклова ] // История СССР. 1974. – № 2. — С. 221-222.
- Пирумова Н. М. Старшая дочь А. И. Герцена: Штрихи к портрету // Освободительное движение в России. Вып. 4. Саратов, 1975. С. 29-43.
- Пирумова Н. М., Черных В. А. «Архив Бакунина»: Изд. Международн. ин-та социальной истории // Освободительное движение в России: Межвуз. науч. сб. Вып. 8. Саратов, 1978. С. 113-119.
- Пирумова Н. М. Толстой и семья Бакуниных // Л. Н. Толстой и русская литературно-общественная мысль. Л., 1979. С. 173-191.
- Пирумова Н. М. Списки земских служащих конца XIX-нач. XX вв. // Археографический ежегодник за 1980 год. М. С.110-122.
- Пирумова Н. М. Земская интеллигенция в 70-80-е годы XIX в. // Исторические записки. Т. 106. М., 1981. С. 127-161.
- Пирумова Н. М. К вопросу о контактах революционеров с земскими либералами в годы второй революционной ситуации // Общественное движение в центральных губерниях России во 2-й половине XIX-нач. XX вв. Рязань. М., 1981. С. 54-68.
- Пирумова Н. М. П. А. Кропоткин в газете «LeRevolté»: 1879-1882 гг. // Вторая революционная ситуация в России: Отклики на страницах прессы. Сб. ст. М., 1981.С. 21-34.
- Пирумова Н. М. Рец.: Охлопков В. Е. История политической ссылки в Якутии. Кн.1. [1825-1895 г.г.]. Якутск. // История СССР. 1983. № 6. С.163-166.
- Пирумова Н. М. Рец.: Шахматов Б. М. П. Н. Ткачёв: Этюды к творческому портрету. М., 1981. // История СССР. 1982. № 2. С.165-167.
- Пирумова Н. М., Ударцев С. Ф. Два письма М. А. Бакунина Н. В. Станкевичу // Гос. Библиотека СССР им. В.И. Ленина. Отдел рукописей. Записки. Вып. 44. М. 1983. С. 135-147.
- Пирумова Н. М. Земская интеллигенция в свете ленинской концепции истории интеллигенции // Историографический сборник. Вып.8 (11). Саратов, 1984. С. 41-49.
- Пирумова Н. М., Житомирской С. В. Огарев, Бакунин и Н. А. Герцен-дочь в «Нечаевской истории» (1870 г.) // Литературное наследство. Т.96. Герцен и Запад. М., 1985. С. 413-546.
- Пирумова Н. М. Рец.: Минаева Н.В. Правительственный конституционализм и передовое общественное мнение России в начале XIX века. Саратов, 1982. // История СССР. 1985. № 2. С. 190-192.
- Пирумова Н. М., Плимак Е. Г. Рец.: Освободительное движение в России: Межвуз. науч. сб. Саратов. гос. ун-та. Изд.-во Саратов. ун-та. Вып. 1. 1971. // История СССР. 1985. № 4. С. 187-192.
- Пирумова Н. М., Лаверычев В. Я. Некоторые проблемы истории освободительного движения в России XIX века. // История СССР. 1986. № 2. С.28-42.
- Пирумова Н. М. Бакунин в Сибири // Вопросы истории. 1986. № 9. С. 103-114.
- Пирумова Н. М., Салье В. М. Письмо Джорджа Бернарда Шоу Петру Алексеевичу Кропоткину // Памятники культуры: Новые открытия: Письменность, культура, археология. 1984. Л., 1986. С. 85-86.
- Пирумова Н. М. Бакунин М. А. // Русские писатели: 1800-1917. Биографический словарь. Т. 1. М., 1989. С. 142-144.
- Пирумова Н. М. Письма и встречи / Переписка П. А. Кропоткина с В. И. Лениным // Родина. 1989. № 1. С. 26-31.
- Пирумова Н. М. «Быть свободным и освобождать других...» [О М. А. Бакунине] // Встречи с историей. Вып.3. М. 1990. С. 59-66.
- Пирумова Н. М. Комиссия по творческому наследию П. А. Кропоткина: Памяти М.А. Бакунина: Материалы конф., посвящ. 175-летию М. А. Бакунина, окт. 1989 г. Калинин / Отв. ред. Пирумова Н. М., Фигуровская Н. К. М., 1990. 121 с. (АН СССР. Ин-т экономики)
- Пирумова Н. М. Конфликт М. А. Бакунина и С. Г. Нечаева в освещении зарубежной историографии // История СССР в современной западной немарксистской историографии: Критический анализ. М., 1990. С. 72-82.
- Пирумова Н. М., Носик Б. М. Прямухино Бакуниных // Наше наследие. 1990. № 3. С. 143-158
- Пирумова Н. М. Разрушитель [О С. Г. Нечаеве. Публ. текста С. Нечаева «Катехизис революционера»] // Родина. 1990. № 2. С.79-83.
- Пирумова Н. М. «Русский социализм» А. И. Герцена // Революционеры и либералы России. М., 1990. С. 114-140.
- Пирумова Н. М. Альтернатива: Об истории появления земств в России, их делах и возможностях // Родина. 1992. № 8-9. С. 24-32.
- Пирумова Н. М. Два Александра [О взглядах А. И. Герцена на реформы Александра II.] // Родина. 1993. № 11. С. 122-123.
- Пирумова Н. М. А фундамент так и не заложили: [К истории российского земства] // Родина. 1994. № 2. С. 55-60.
- Пирумова Н. М. Семья Бакуниных в Прямухинской усадьбе // Мир русской усадьбы. М., 1995 С. 7-19.
- Пирумова Н. М. Пётр Кропоткин и Лев Толстой // Междунар. науч. конф., посвящ. 150-летию со дня рожд. П. А. Кропоткина (1992, М., и др.) Труды. Вып. 1. М., 1995 С. 145-155.

на других языках
- Pirumova N. M. Alexander Herzen’s ‘Russian Socialism’ // Catherine Evtuhov, Stephen Kotkin (Eds.), The Cultural Gradient: The Transmission of Ideas in Europe, 1789-1991. Lanham: Rowman & Littlefield Publishing Group, 2003. pp. 73–94.

### Научная редакция
- Общественное движение в России XIX века: Сб. ст./ АН СССР. Ин-т истории СССР; Редкол.: Н. М. Пирумова (Отв. ред.) и др. М., 1986. 219 с.